# Moivrons
Moivrons ist eine französische Gemeinde mit 532 Einwohnern (Stand: 1. Januar 2022) im Département Meurthe-et-Moselle in der Region Grand Est (bis 2015 Lothringen). Die Gemeinde gehört zum Arrondissement Nancy und zum Kanton Entre Seille et Meurthe.

## Lage
Moivrons liegt etwa 20 Kilometer nordnordöstlich von Nancy. Umgeben wird Moivrons von den Nachbargemeinden Jeandelaincourt im Norden, Arraye-et-Han im Nordosten und Osten, Leyr im Südosten und Süden, Villers-lès-Moivrons im Süden, Bratte im Südwesten und Westen sowie Sivry im Westen und Nordwesten.

## Geschichte und Bevölkerungsentwicklung
875 bestätigte Ludwig der Deutsche dem Kloster Gorze hier eine „villa Moivron“, was Karl III. 882 erneut bestätigte.
| Jahr                       | 1962 | 1968 | 1975 | 1982 | 1990 | 1999 | 2006 | 2019 |
| Einwohner                  | 312  | 307  | 312  | 366  | 379  | 326  | 364  | 511  |
| Quellen: Cassini und INSEE |      |      |      |      |      |      |      |      |

## Sehenswürdigkeiten
- Kirche Saint-Gorgon, nach 1945 wieder errichtet

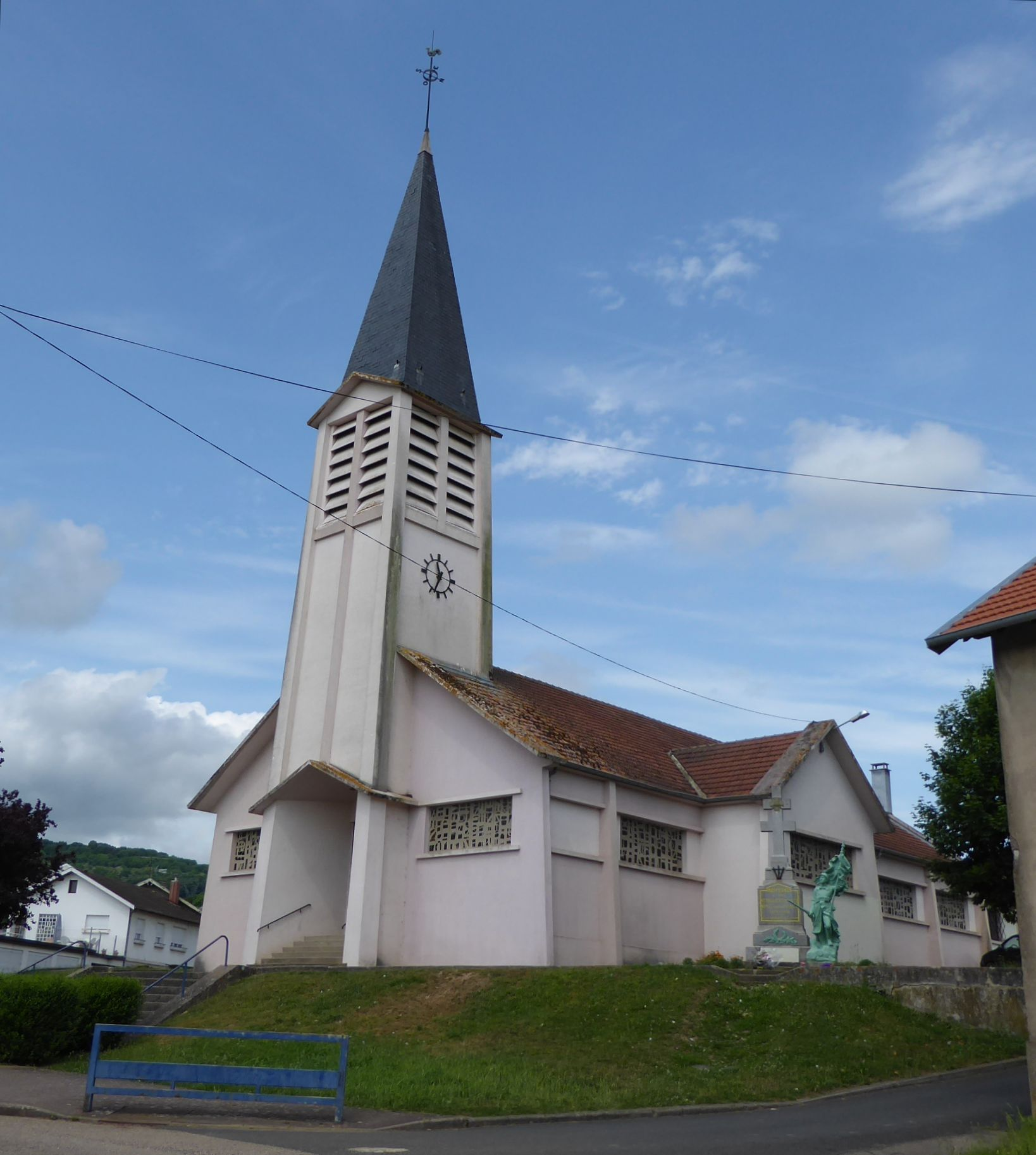
Kirche Saint-Gorgon